# Ireneusz Stolarczyk
Ireneusz Stolarczyk (ur. 23 kwietnia 1963 w Tarnowie) – polski duchowny rzymskokatolicki, doktor habilitowany teologii w zakresie katolickiej nauki społecznej, profesor nadzwyczajny Uniwersytetu Papieskiego Jana Pawła II w Krakowie, w latach 2010-2014 dziekan Wydziału Teologicznego Sekcja w Tarnowie, kapelan Domu Generalnego Sióstr Służebniczek BDNP w Dębicy (od 2019 roku).

## Życiorys
Pochodzi z parafii NMP Królowej Polski w Tarnowie-Mościcach. Po maturze wstąpił do Wyższego Seminarium Duchownego w Tarnowie, a po ukończeniu tam studiów filozoficzno-teologicznych przyjął święcenia kapłańskie z rąk abpa Jerzego Ablewicza 12 czerwca 1988 roku. Jako wikariusz pracował w parafiach św. Katarzyny w Grybowie i Miłosierdzia Bożego w Dębicy. Następnie został skierowany na studia w Katolickim Uniwersytecie Lubelskim, gdzie w 1996 r. obronił pracę doktorską z socjologii na Wydziale Nauk Społecznych KUL. Dzięki stypendium w roku akademickim 1996/1997 pracował naukowo na Uniwersytecie w Bonn. W 1997 r. został mianowany dyrektorem naukowym Katolickiego Ośrodka Studiów Społecznych w Lipnicy Murowanej, a także starszym asystentem w Instytucie Teologicznym w Tarnowie, gdzie prowadzi wykłady z katolickiej nauki społecznej. W latach 2002–2005 był sekretarzem Instytutu Teologicznego. 
W roku akademickim 1999/2000 rozpoczął wykłady z zakresu socjologii i współczesnych doktryn politycznych w Wyższej Szkole Biznesu w Tarnowie. Wykłada też katolicką naukę społeczną i socjologię religii w Seminarium Duchownym OO. Redemptorystów w Tuchowie.
W 2004 r. Rada Wydziału Teologicznego ówczesnej Papieskiej Akademii Teologicznej w Krakowie nadała mu stopień doktora habilitowanego nauk teologicznych w zakresie katolickiej nauki społecznej. W latach 2002–2010 był diecezjalnym asystentem Akcji Katolickiej. W latach 2010–2014 pełnił obowiązki dziekana Wydziału Teologicznego UPJPII Sekcja w Tarnowie. Obecnie jest delegatem Biskupa Tarnowskiego do oceny ksiąg treści religijnej, członkiem Rady ds. Formacji Duchowieństwa diecezji tarnowskiej oraz kapelanem Domu Generalnego Sióstr Służebniczek Bogarodzicy Dziewicy Niepokalanie Poczętej w Dębicy.
W 2003 r. otrzymał godność sekretarza i Kanonika gremialnego Kapituły kolegiackiej pw. Matki Bożej Różańcowej w Bochni.

## Wybrane publikacje
- Na całe swoje młode serce... (redaktor i współautor). Tarnów: Biblos 1999 ISBN 83-86889-86-1
- Dylematy globalizacji. Kryteria wartościowania zmian społecznych w kontekście nauczania społecznego Kościoła, Tarnów: Biblos 2001 ISBN 83-7332-173-X
- Kościół w społeczeństwie. Społeczny wymiar świętości, I. Stolarczyk (red.), Tarnów: 2001
- Kościół w społeczeństwie. Przestępczość nieletnich społecznym wyzwaniem, I. Stolarczyk (red.), Tarnów: 2001
- Postęp i rozwój w nauczaniu społecznym Kościoła, Tarnów:  Biblos 2001 ISBN 83-86889-66-7[5]